# Versalziffer

Oben: Wort in Versalien und Versalziffern,
unten: Wort in normaler Schreibweise und Mediävalziffern
(jeweils mit Grundlinie; Schrift: Linux Libertine)

Versalziffern (auch: Majuskelziffern oder Normalziffern) sind Glyphen der europäischen Dezimalziffern, die (im Gegensatz zu Mediävalziffern) einheitlich hoch sind. Sie haben dieselbe Höhe wie Großbuchstaben (Versalien) und passen wie diese in ein Zweiliniensystem.
Versalziffern sind die heute übliche Darstellungsform für Zahlen (Tabellenziffern), die nicht im Mengentext vorkommen. Seit dem 19. Jahrhundert sind sie aber auch dort verbreitet; bis heute sind sie jedoch bei anspruchsvollem Schriftsatz im Textzusammenhang nicht gern gesehen, da sie das homogene Erscheinungsbild eines Textblocks beeinträchtigen.
Im Englischen gibt es verschiedene Bezeichnungen für Versalziffern: lining figures, titling figures, modern figures (oder lining numerals etc.). Viele Schriftarten tragen zur Kennzeichnung entsprechende Abkürzungen im Namen, in der Regel LF für lining figures.

## Digitale Typografie
Anspruchsvollere Schriftarten enthalten Versal- und Mediävalziffern. Auf der Ebene der Zeichenkodierung (speziell in Unicode) wird zwischen den beiden Ziffernformen nicht unterschieden. 
Unicode enthält im Block Mathematische alphanumerische Symbole dicktengleiche Versalziffern mit den Codierungen 1D7F6–1D7FF. Diese Zeichen sind (wie der Unicode-Blockname nahelegt) für mathematische Anwendungen gedacht. Sie sind deshalb auch nur in Schriftarten vorhanden, die für solche Anwendungsgebiete konzipiert sind.